# Claude-Félix-Théodore Aligny

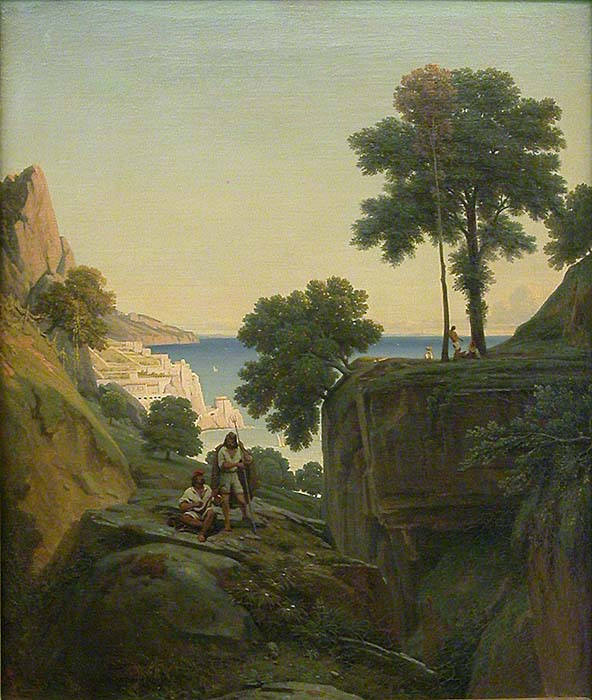
Blick auf die Amalfi-Küste, um 1834, Paris, Louvre

Claude-Félix-Théodore Aligny (gen. Caruelle d’Aligny) (* 24. Januar 1798 in Saint-Aubin-des-Chaumes, Département Nièvre, Burgund; † 24. Februar 1871 in Lyon) war ein französischer Maler, Zeichner und Graphiker. Er war einer der älteren Vertreter des klassischen Stils in der französischen Landschaftsmalerei. Seine historischen Landschaften, groß, fest und streng in der Komposition, wurden für ihr zu grelles Kolorit kritisiert; ihre Staffage ist meist mythologischer Art. Er gilt als Vorläufer der Schule von Barbizon.

## Leben und Werk
Aligny stammte aus einer Künstlerfamilie. Er war in Paris Schüler bei Jean Baptiste Regnault und Louis Etienne Watelet. In der Tradition Pierre-Henri de Valenciennes spezialisierte er sich auf Landschaften. Er lebte längere Zeit in Rom und freundete er sich dort mit Camille Corot an. 1842 wurde er mit dem Kreuz der Ehrenlegion ausgezeichnet.
Er malte in Paris in der Kirche St-Étienne-du-Mont. Von 1860 bis 1871 war er Direktor der École des Beaux-Arts in Lyon. Seine Gemälde hängen u. a. im Pariser Louvre, im New Yorker Metropolitan Museum of Art, im Bostoner Kunstmuseum, im Cleveland Museum of Art, im Getty Center in Los Angeles und im Fitzwilliam-Museum in Cambridge.

## Werke (Auswahl)
- Der gefesselte Prometheus
- Der barmherzige Samariter (Amiens, Museum der Picardie)
- Heuernte in der Campagna